# Mona Barrie

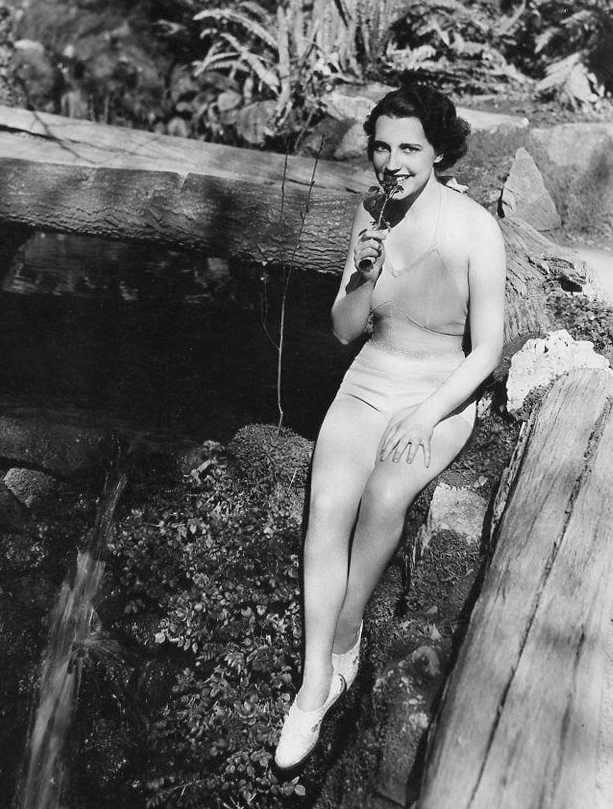
Mona Barrie (1930er Jahre)

Mona Barrie (* 18. Dezember 1909 in London, England, als Mona Barlee Smith; † 27. Juni 1964 in Los Angeles, Kalifornien) war eine US-amerikanische Theater- und Filmschauspielerin.

## Leben
Barrie wurde 1909 in London als Tochter des Komikers Phil Smith geboren. Sie wuchs in Australien auf und tanzte in ihrer Jugend Ballett. Anfang der 1930er Jahre zog sie nach New York, wo sie von Talentscouts entdeckt wurde und einen Vertrag mit der Fox Film Corporation (später 20th Century Fox) unterzeichnete. Spätestens ab 1934 trat sie unter dem Namen Mona Barrie auf. Nach dem Vertragsende mit Fox folgten Produktionen mit Warner Bros. und Metro-Goldwyn-Mayer. Neben ihren Filmrollen hatte sie auch mehrere Auftritte am Broadway. Ab Ende der 1940er Jahre nahmen die Rollenangebote für Barrie mehr und mehr ab. Eine Nebenrolle in John Farrows Film Das geheimnisvolle Testament von 1953 war Barries letzte Arbeit vor der Kamera, danach zog sie sich aus dem Filmgeschäft zurück. Bis zu ihrem Tod 1964 lebte sie in Los Angeles.
Barrie war mit dem Kanadier Paul Macklin Bolton (1899–1966) verheiratet. Sie ist zusammen mit ihm auf dem Knox United Church Cemetery in Agincourt, einem Vorort von Toronto, bestattet. Ihr zu Ehren gibt es einen Stern auf dem Hollywood Walk of Fame in Los Angeles.

## Filmografie
- 1932: His Royal Highness
- 1934: Sleepers East
- 1934: All Men Are Enemies
- 1934: Such Women Are Dangerous
- 1934: Das leuchtende Ziel (One Night of Love)
- 1934: Charlie Chan in London
- 1934: I’ll Fix It
- 1935: Mystery Woman
- 1935: Storm Over the Andes
- 1935: Unwelcome Stranger
- 1935: Ladies Love Danger
- 1935: The Melody Lingers On
- 1936: King of Burlesque
- 1936: Here Comes Trouble
- 1936: Die Botschaft an Garcia (A Message to Garcia)
- 1936: Love on the Run
- 1937: Gesetz der Berge (Mountain Justice)
- 1937: Pariser Bekanntschaft (I Met Him in Paris)
- 1937: Musik in den Fäusten (Something to Sing About)
- 1938: Love, Honor and Behave
- 1938: Men Are Such Fools
- 1938: Say It in French
- 1940: I Take This Woman
- 1940: Love, Honor and Oh-Baby!
- 1940: Who Killed Aunt Maggie?
- 1940: Lady with Red Hair
- 1941: Murder Among Friends
- 1941: When Ladies Meet
- 1941: Gib einem Trottel keine Chance (Never Give a Sucker an Even Break)
- 1941: Ellery Queen and the Murder Ring
- 1941: Eheposse (Skylark)
- 1941: Road to Happiness
- 1942: Today I Hang
- 1942: A Tragedy at Midnight
- 1942: The Strange Case of Doctor Rx
- 1942: Syncopation
- 1942: Cairo
- 1942: Dawn on the Great Divide
- 1943: One Dangerous Night
- 1944: Storm Over Lisbon
- 1946: Just Before Dawn
- 1946: The Devil’s Mask
- 1946: The Secret of the Whistler
- 1947: I Cover Big Town
- 1947: When a Girl’s Beautiful
- 1947: Liebe in Fesseln (Cass Timberlande)
- 1948: My Dog Rusty
- 1952: Ein Baby kommt selten allein (The First Time)
- 1952: Strange Fascination
- 1953: Das geheimnisvolle Testament (Plunder of the Sun)